# Drétoma
Drétoma (szlovákul: Drietoma) község a Trencséni járásban.

## Fekvése
242 méter magasságban fekszik, a Drietomica-patak völgyében, a Trencséni katlan és a Fehér-Kárpátok határán.

## Története
Első fennmaradt írásos említése 1244-ből származik. 1663-ban török csapatok vonultak végig a falun. A templom elődjét már 1714-ben és 1789-ben is említik.
A 18. század végén Vályi András így ír róla: „DRIETOMA. Népes tót falu Trentsén Vármegyében, földes Ura a’ Nyitrai Püspökség, lakosai katolikusok, fekszik Vág vizéhez közel, Kosztolnának szomszédságában, ’s három részekre osztattatott, Hradek Drietoma a’ Trentséni Uradalomhoz tartozik, Püspök Drietoma, Király Drietoma, ’s Kosztolán Drietomának is neveztetik, határja jó, fája sok, és belőle jó hasznot vesznek, egyéb nevezetes javakkal is megáldattatván, első Osztálybéli.”
Fényes Elek 1851-ben kiadott geográfiai szótárában így ír a faluról: „Drietoma, Trencsén m. tót falu, ut. p. Trencséntől nyugotra egy mfd. Három u. m. Radek, Rosson, és Kralován helységekből állott öszve; egyikét birja a nyitrai püspök, a másodikát a Dobniczay, vagy Trencséni uradalom, s a harmadikat több uraságok. Van szép kastélya, serfőzőháza, több malmai és tágas erdeje, kath. paroch. temploma, synagógája. Lakja 1073 kath., 413 evang., 29 zsidó.”
A temetőben áll az 1875-ben épült Szent Kereszt kápolna. Alexandriai Szent Katalinnak szentelt római katolikus temploma neoreneszánsz stílusban épült 1901-ben a korábbi helyén. A trianoni békéig Trencsén vármegye Trencséni járásához tartozott.
A faluban áll a Chorinsky család kastélya, melyben ma a községháza székel.

## Népessége
| Év:            | 1994. | 2004.   | 2014.    | 2024.   |
| -------------- | ----- | ------- | -------- | ------- |
| Emberek száma: | 2028  | 2047    | 2262     | 2187    |
| Eltérés:       |       | +0,93 % | +10,50 % | -3,31 % |

| Év:            | 2023. | 2024.   |
| -------------- | ----- | ------- |
| Emberek száma: | 2191  | 2187    |
| Eltérés:       |       | -0,18 % |

1880-ban 1504 lakosából 1315 szlovák, 123 német, 19 magyar, 14 egyéb anyanyelvű és 33 csecsemő volt; ebből 1051 római katolikus, 335 evangélikus és 118 zsidó vallású.
1910-ben 1669 lakosából 1536 szlovák, 77 német, 36 magyar, 1 román és 19 egyéb anyanyelvű volt.
2011-ben 2221 lakosából 2069 szlovák, 28 cseh, 4 morva, 2-2 lengyel és egyéb, 1-1 magyar, ruszin, szerb, orosz és bolgár, illetve 111 ismeretlen nemzetiségű volt.

## Neves személyek
- Innen származott Dentulinus Tamás (17. század - 18. század) orvos.
- Itt született 1812-ben Pettkó János császári és királyi bányatanácsos, geológus, a Magyar Tudományos Akadémia levelező tagja.
- Itt szolgált Dubniczai István (1675-1725) katolikus pap.
- Itt szolgált Tvrdy György (1780-1863) szlovák nyitrai kanonok.
- Itt szolgált Kubicza István (1820-1867) püspöki jegyző, levéltáros, titkár, püspöki hivatali igazgató, pápai káplán, kanonok, főesperes.

## Külső hivatkozások
- A község honlapja
- Községinfó
- Drétoma a térképen
- E-obce